# 35th Propecia Rally New Zealand
Resultados do 35th Propecia Rally New Zealand.

## Classificação final
| Pos | N.º  | Piloto Co-piloto                       | Nacionalidade                 | Carro                                              | Tempo               |
| --- | ---- | -------------------------------------- | ----------------------------- | -------------------------------------------------- | ------------------- |
| 1   | 1 M  | Sébastien Loeb Daniel Elena            | França · Mónaco               | Citroën Xsara WRC Citroën Total                    | 3:34.51,6 0         |
| 2   | 7 M  | Marcus Grönholm Timo Rautiainen        | Finlândia · Finlândia         | Peugeot 307 WRC Marlboro Peugeot Total             | 3:35.41,4 49.8      |
| 3   | 5 M  | Petter Solberg Phil Mills              | Noruega · Reino Unido         | Subaru Impreza WRC Subaru World Rally Team         | 3:36.00,3 01.08,7   |
| 4   | 2 M  | François Duval Stéphane Prévot         | Bélgica · Bélgica             | Citroën Xsara WRC Citroën Total                    | 3:36.57,9 02.06,3   |
| 5   | 8 M  | Markko Märtin Michael Park             | Estónia · Reino Unido         | Peugeot 307 WRC Marlboro Peugeot Total             | 3:38.00,7 03.09,1   |
| 6   | 3 M  | Toni Gardemeister Jakke Honkanen       | Finlândia · Finlândia         | Ford Focus WRC BP Ford World Rally Team            | 3:38.07,9 03.16,3   |
| 7   | 6 M  | Chris Atkinson Glenn MacNeall          | Austrália · Austrália         | Subaru Impreza WRC Subaru World Rally Team         | 3:39.28,8 04.37,2   |
| 8   | 10 M | Gigi Galli Guido D'Amore               | Itália · Itália               | Mitsubishi Lancer WRC Mitsubishi Motor Sports      | 3:41.42,1 06.50,5   |
| 9   | 14   | Manfred Stohl Ilka Minor               | Áustria · Áustria             | Citroën Xsara WRC OMV Rally Team                   | 3:43.07,1 08.15,5   |
| 10  | 11 M | Armin Schwarz Klaus Wicha              | Alemanha · Alemanha           | Škoda Fabia WRC Škoda Motorsport                   | 3:45.09,6 10.18,0   |
| 11  | 17   | Antony Warmbold Michael Orr            | Alemanha · Reino Unido        | Ford Focus WRC BP Ford World Rally Team            | 3:49.28,9 14.37,3   |
| 12  | 64   | Cody Crocker Dale Moscatt              | Austrália · Austrália         | Subaru Impreza WRX STI Subaru Australia            | 3:49.52,6 15.01,0   |
| 13  | 32 P | Xavier Pons Oriol Julià                | Espanha · Espanha             | Mitsubishi Lancer Evo 8                            | 3:50.00,3 15.08,7   |
| 14  | 31 P | Toshi Arai Tony Sircombe               | Japão · Nova Zelândia         | Subaru Impreza WRX STI Subaru Team Arai            | 3:50.17,3 15.25,7   |
| 15  | 36 P | Marcos Ligato Fernando Mussano         | Argentina · Argentina         | Subaru Impreza WRX STI Subaru Argentina Rally Team | 3:50.55,4 16.03,8   |
| 16  | 33 P | Nasser Al-Attiyah Chris Patterson      | Catar · Reino Unido           | Subaru Impreza WRX STI                             | 3:50.57,5 16.05,9   |
| 17  | 61   | Per-Gunnar Andersson Jonas Andersson   | Suécia · Suécia               | Suzuki Ignis S1600                                 | 3:52.24,1 17.32,5   |
| 18  | 35 P | Karamjit Singh John Bennie             | MAS · Reino Unido             | Proton Pert Team Proton Pert Malaysia              | 3:53.58,7 19.07,1   |
| 19  | 42 P | Federico Villagra Javier Villagra      | Argentina · Argentina         | Mitsubishi Lancer Evo 8                            | 3:55.32,8 20.41,2   |
| 20  | 34 P | Fumio Nutahara Satoshi Hayashi         | Japão · Japão                 | Mitsubishi Lancer Evo 8 Advan-PIAA Rally Team      | 3:56.20,5 21.28,9   |
| 21  | 67   | Mark Tapper Jeff Judd                  | Nova Zelândia · Nova Zelândia | Mitsubishi Lancer Evo 7 Ralliart New Zealand       | 3:56.26,3 21.34,7   |
| 22  | 49 P | Hamed Al-Wahaibi David Senior          | OMA · Reino Unido             | Subaru Impreza WRX STI Oman Arab World Rally Team  | 3:56.44,0 21.52,4   |
| 23  | 51 P | Brice Tirabassi Jacques-Julien Renucci | França                        | Subaru Impreza WRX STI                             | 3:57.14,3 22.22,7   |
| 24  | 44 P | Sebastián Beltrán Edgardo Galindo      | Argentina · Argentina         | Subaru Impreza WRX STI Subaru Argentina Rally Team | 3:57.23,4 22.31,8   |
| 25  | 75   | Hiroshi Yanagisawa Tadashi Misaizu     | Japão · Japão                 | Subaru Impreza WRX STI Cusco Racing                | 3:57.52,4 23.00,8   |
| 26  | 78   | Emma Gilmour Chris Randell             | Nova Zelândia · Austrália     | Mitsubishi Lancer Evo 6                            | 3:59.26,8 24.35,2   |
| 27  | 62   | Guy Wilks Phil Pugh                    | Reino Unido · Reino Unido     | Suzuki Ignis S1600                                 | 4:02.03,8 27.12,2   |
| 28  | 80   | Kevin Shaw Brian Price                 | Irlanda · Austrália           | Mitsubishi Lancer Evo 7 Neil Allport Motorsports   | 4:06.46,4 31.54,8   |
| 29  | 79   | Malcolm Stewart Mike Fletcher          | Nova Zelândia · Nova Zelândia | Mitsubishi Lancer Evo 6.5                          | 4:07.01,7 32.10,1   |
| 30  | 48 P | Luis Ignacio Rosselot Ricardo Rojas    | Chile · Chile                 | Mitsubishi Lancer Evo 8                            | 4:07.56,1 33.04,5   |
| 31  | 82   | Dylan Turner Sandeep Bansal            | Nova Zelândia · Nova Zelândia | Mitsubishi Lancer Evo 6 Turner Motorsport          | 4:12.50,7 37.59,1   |
| 32R | 92   | Dermott Malley Fleur Pedersen          | Nova Zelândia · Nova Zelândia | Mitsubishi Lancer Evo 8 M Rally Team               | 4:16.20,6 41.29,0   |
| 33  | 84   | Masahiro Nakajima Takayuki Numao       | Japão · Japão                 | Mitsubishi Lancer Evo 8                            | 4:17.09,8 42.18,2   |
| 34  | 91   | Dave Strong Bruce McKenzie             | Nova Zelândia · Nova Zelândia | Honda Integra Type-R                               | 4:17.14,2 42.22,6   |
| 35R | 83   | Kevin Honiss Malcolm Peden             | Nova Zelândia · Nova Zelândia | Subaru Impreza WRX STI Rally Drive New Zealand     | 4:18.12,7 43.21,1   |
| 36  | 87   | Darryl Jones Ian MacDougall            | Nova Zelândia · Nova Zelândia | Subaru Impreza WRX STI Styleweb                    | 4:21.29,9 46.38,3   |
| 37R | 41 P | Natalie Barratt Carl Williamson        | Reino Unido · Reino Unido     | Mitsubishi Lancer Evo 7 OMV Rally Team             | 4:23.01,6 48.10,0   |
| 38R | 77   | Lorna Smith Stuart Merry               | Reino Unido · Reino Unido     | Mitsubishi Lancer Evo 6 Rally Drive New Zealand    | 4:30.41,8 55.50,2   |
| 39  | 94   | Hideaki Ito Nobuyosi Hara              | Japão · Japão                 | Subaru Impreza WRX STI Teraoka Auto Door           | 4:31.44,5 56.52,9   |
| 40  | 90   | Tony Burrowes Brian Rowe               | Nova Zelândia · Nova Zelândia | Subaru Impreza WRX STI Burrst Racing               | 4:32.38,8 57.47,2   |
| 41  | 47 P | Marcelo Recanate Víctor Federer        | Paraguai · Paraguai           | Mitsubishi Lancer Evo 6                            | 4:38.28,7 1:03.37,1 |
| 42  | 98   | Tatsuyuki Kanno Motoharu Kaseya        | Japão · Japão                 | Toyota Starlet                                     | 5:16.34,7 1:41.43,1 |

## Abandonos
| SS  | N.º  | Piloto Co-piloto                     | Nacionalidade                 | Carro                                              | Classe         |  |
| --- | ---- | ------------------------------------ | ----------------------------- | -------------------------------------------------- | -------------- |  |
| R20 | 9 M  | Harri Rovanperä Risto Pietiläinen    | Finlândia · Finlândia         | Mitsubishi Lancer WRC Mitsubishi Motor Sports      | Tyres          |  |
| R18 | 12 M | Janne Tuohino Mikko Markkula         | Finlândia · Finlândia         | Škoda Fabia WRC Škoda Motorsport                   | Turbo          |  |
| R7  | 15   | Luís Pérez José Volta                | Argentina · Argentina         | Ford Focus WRC BP Ford World Rally Team            | Acidente       |  |
| R20 | 37 P | Mark Higgins Trevor Agnew            | Reino Unido · Reino Unido     | Subaru Impreza WRX STI                             | Motor          |  |
| R20 | 40 P | Gabriel Pozzo Daniel Stillo          | Argentina · Argentina         | Subaru Impreza WRX STI Subaru Argentina Rally Team | Brake caliper  |  |
| R16 | 43 P | Angelo Medeghini Barbara Capoferri   | Itália · Itália               | Mitsubishi Lancer Evo 8 Kome Sport                 | Driver illness |  |
| R7  | 50 P | Aki Teiskonen Miika Teiskonen        | Finlândia · Finlândia         | Subaru Impreza WRX STI Syms Rally Team             | Motor          |  |
| R9  | 63   | Dean Herridge Bill Hayes             | Austrália · Austrália         | Subaru Impreza WRX STI Subaru Australia            | Acidente       |  |
| R7  | 65   | Jari-Matti Latvala Miikka Anttila    | Finlândia · Finlândia         | Subaru Impreza WRX STI Les Walkden Rallying        | Motor          |  |
| R12 | 66   | Chris West Garry Cowan               | Nova Zelândia · Nova Zelândia | Subaru Impreza WRX STI Subaru of New Zealand       | Acidente       |  |
| R11 | 68   | Neil Allport Robert Ryan             | Nova Zelândia · Nova Zelândia | Mitsubishi Lancer Evo 8 Neil Allport Motorsports   | Head gasket    |  |
| R20 | 69   | Giovanni Manfrinato Claudio Condotta | Itália · Itália               | Mitsubishi Lancer Evo 7                            | Acidente       |  |
| R16 | 70   | Sam Murray Stuart Jenkinson          | Nova Zelândia · Nova Zelândia | Subaru Impreza WRX STI Peter Day Motors            | Withdrawn      |  |
| R19 | 71   | Tom Pritchard Paul Fallon            | Reino Unido · Nova Zelândia   | Mitsubishi Lancer Evo 8 Ralliart New Zealand       |                |  |
| R18 | 72   | Glenn Smith Colin Smith              | Nova Zelândia · Nova Zelândia | Mitsubishi Lancer Evo 8 P.A.S. Motorsport          | Differential   |  |
| R18 | 73   | Marty Roestenburg Greg Horne         | Nova Zelândia · Nova Zelândia | Mitsubishi Lancer Evo 8 Reece Jones Rallysport     | Acidente       |  |
| R16 | 74   | Dean Sumner Jeff Cress               | Nova Zelândia · Nova Zelândia | Mitsubishi Lancer Evo 8 Sumner Motorsport          | Withdrawn      |  |
| R10 | 76   | Brian Stokes Shayne O'Hagan          | Nova Zelândia · Nova Zelândia | Mitsubishi Lancer Evo 8                            | Acidente       |  |
| R14 | 81   | Brett Martin Raymond Bennett         | Nova Zelândia · Nova Zelândia | Mitsubishi Lancer Evo 8 Team Total Lubricants      | Suspension     |  |
| R16 | 85   | Grant Barber Bede O'Connor           | Nova Zelândia · Nova Zelândia | Mitsubishi Lancer Evo 8                            | Withdrawn      |  |
| R11 | 86   | Jeremy Cassells Mike Catty           | Nova Zelândia · Nova Zelândia | Mitsubishi Lancer Evo 5 Turner Motorsport          |                |  |
| R9  | 88   | Brent Taylor Chris Ramsay            | Nova Zelândia · Nova Zelândia | Mitsubishi Lancer Evo 6 Rally Drive New Zealand    | Electrical     |  |
| R16 | 89   | Lee-Anne Barns Erin Kyle             | Nova Zelândia · Nova Zelândia | Mitsubishi Lancer Evo 8 Priceright Parts           | Withdrawn      |  |
| R20 | 93   | Michiaki Horikome Yoko Horikome      | Japão · Japão                 | Mitsubishi Lancer Evo 8                            |                |  |
| R8  | 95   | Junji Shimizu Yoshinori Kuwahara     | Japão · Japão                 | Subaru Impreza WRX STI Teraoka Auto Door           |                |  |
| R18 | 96   | Nick Marshall Ray Baker              | Nova Zelândia · Austrália     | Peugeot 206 XS S1600                               | Suspension     |  |